# رايموند كلير إدواردز
رايموند كلير إدواردز هو سياسي كندي، ولد في 2 أغسطس 1920 في كندا، وتوفي في 6 فبراير 2017 في نفس البلد. حزبياً، نشط في الحزب الليبرالي في أونتاريو ‏. وقد انتخب عضو برلمان مقاطعة أونتاريو.